# Punto Didot
El punto Didot es una unidad de medida tipográfica que equivale a 1/72 de pulgada francesa; creada por el tipógrafo Francisco Ambrosio Didot. Esta unidad de medida es utilizada en la tipografía tradicional. La tipografía digital usa  el punto cícero.
Su equivalencia con el sistema decimal es:
Punto Didot = 0,376 mm.
Cicero = 12 Didots = 4,512 mm.